# تشيسترفيل (كيبك)
تشيسترفيل (بالإنجليزية: Chesterville, Quebec)‏ هي بلدية محلية في كيبيك تقع في كندا في Arthabaska Regional County Municipality. يقدر عدد سكانها بـ 891 نسمة ومساحتها 117.00 كم2 .

## أعلام
- فلوران دوبويس